# Tatort: Macht der Angst
Macht der Angst ist ein Fernsehfilm aus der Krimireihe Tatort und die 673. Episode der Tatort-Reihe. Der Fernsehfilm wurde am 16. September 2007 erstmals im Programm der ARD Das Erste ausgestrahlt. Für den Kieler Kriminalhauptkommissar Klaus Borowski, verkörpert von Axel Milberg, geht es in seinem 9. Fall um ein mysteriöses Attentat auf einen Unschuldigen, das in unerwartetem Zusammenhang steht mit dem Mordprozess, bei dem Borowski gerade als Belastungszeuge geladen ist.

## Handlung
Mitten in Kiel wird auf der belebten Hörnbrücke ein Mann von einem Heckenschützen erschossen. Es handelt sich um Jochen Harmsen, einen Angestellten der Logistik-Firma BFDL, der gerade auf dem Weg zur Arbeit war. Borowski ermittelt, obwohl er mental noch mit einem alten Fall von Kinderschändung und Mord beschäftigt ist, für den er noch an diesem Tag als Zeuge vor Gericht aussagen soll. Alles deutet auf ein gezieltes Attentat, wobei das Opfer zufällig gewählt zu sein scheint. Die unmittelbare Zeugin ist seine Arbeitskollegin Simone Ehrt, die neben dem Opfer ging und nun von Frieda Jung psychologisch betreut wird.
Da das Projektil gefunden wurde, kann man die Tatwaffe definieren und auch den Punkt auf einem Gebäude, von dem aus geschossen wurde. Borowski vermutet, dass die Waffe noch in dem Gebäude ist, da die Stadt nach dem Attentat binnen acht Minuten abgeriegelt worden war und eine so große Waffe nicht unbemerkt hätte transportiert werden können. Noch am Abend sieht sich Borowski allein in dem Gebäude um und wird plötzlich von einem bewaffneten Mann bedroht, der ihm jedoch nichts tut, sondern flüchtet. Offensichtlich war es der Scharfschütze, der sich das Gewehr holen wollte und dabei von Borowski gestört wurde. Seltsamerweise hat jener nicht geschossen, was gegen einen Psychopathen spricht. Dagegen bemerkt Frieda Jung, dass Simone Ehrt übertriebene Furcht zu haben scheint, und Borowski vermutet, dass darin das eigentliche Ziel des Attentäters begründet liegt: Angst erzeugen. Er findet zwar heraus, dass Simone Ehrt als Zollverantwortliche der Firma BFDL ihren Chef erpresst hat, da sie Details seiner Geschäftspraktiken kannte, aber er war definitiv nicht der Auftraggeber für das Attentat.
Noch während Borowski weiteren Spuren nachgehen kann, erfordert der laufende Mordprozess am Landgericht zunehmend seine Aufmerksamkeit. Borowski muss gegen den Kindermörder Torben Meier aussagen, den er selbst verhaftet und dem er ein Geständnis abgerungen hatte. Den Vorsitz hat Richter Voigt, der gleich zu Prozessbeginn vom Verteidiger des Angeklagten mit dem Vorwurf konfrontiert wird, dass Borowski Meiers Geständnis erpresst hätte. Der Strafverteidiger Thies Nissen zwingt sogar Frieda Jung in den Zeugenstand, um Borowskis Glaubwürdigkeit zu erschüttern, da sie mit dessen Ermittlungspraktiken gut vertraut ist und in der Vergangenheit im Rahmen einer Dienstaufsichtsbeschwerde gegen Borowski auch als seine Therapeutin eingesetzt war. Wenn das Geständnis nicht verwendet werden darf, muss Meier mangels Beweisen freigesprochen werden. Um das zu verhindern, will Borowski neue Beweise finden. Bei der Suche danach entdeckt er, dass Richter Voigt und seine Familie schon seit einiger Zeit offensichtlich bedroht werden. Er soll eingeschüchtert werden, um den aktuellen Fall schnell zum Abschluss zu bringen, damit nicht noch belastende Beweise gegen Meier gefunden werden können. So wird beispielsweise sein Hund aus seiner Villa gelockt und tot in einem Paket wieder zugestellt, und da er täglich die Hörnbrücke benutzt, um ins Gerichtsgebäude zu gelangen, war dieses Attentat ein eindeutiges Zeichen an Voigt, dass es jederzeit auch ihn oder eines seiner Familienmitglieder treffen könnte.
Borowski vermutet, dass die Auftraggeber des Attentats somit den Freispruch von Torben Meier erreichen wollen, da sie befürchten müssen, er könne vor Gericht aussagen und dabei den gesamten Kinderschänderring auffliegen lassen. Da ihm Meier zu einfach gestrickt erscheint, konzentriert er sich auf dessen Verteidiger, der mutmaßlich mit der Organisation der Kinderschänder zu tun hat. Er observiert ihn und beobachtet dabei, wie er sich mit Richter Voigt trifft. Als er diesen darauf anspricht, räumt Voigt ein, sehr oft bedroht zu werden, was ihn aber nie bei seiner Arbeit beeinflusst hätte. 
Bei der Überprüfung der Videos, die im Zuge der Ermittlungen gegen Torben Meier sichergestellt wurden, entdeckt Borowski einen eindeutigen Hinweis auf den Ort, wo die Kinder missbraucht und gefilmt wurden. Er fährt mit Frieda Jung dorthin und wird fündig. Hier in dieser „Waldschänke“ war der Ort, an dem auch der Mord an der kleinen Lisa geschah. Während die beiden den vorgefundenen Computer checken, trifft Nissen ein, setzt das Gebäude in Brand und fährt wieder davon. Borowski kann glücklicherweise einige IP-Adressen sichern, die er mit der Kamera des Handys vom PC-Monitor abfotografiert hat. Damit besitzt er einen stichhaltigen Beweis gegen Nissen, dessen Adresse auch darunter war.
Gerade als sich Richter Voigt im Gerichtssaal nun doch als befangen erklärt, trifft Borowski ein. Nissen ergreift verstört die Flucht und stürzt sich vor einen LKW. Daraufhin legt Torben Meier ein freiwilliges Geständnis ab und Borowski hofft nun, dass man dem gesamten Kinderschänderring auf die Spur kommen kann.

## Hintergrund
Der Film wurde von Studio Hamburg und dem Norddeutschen Rundfunk unter dem Arbeitstitel  Borowski und der Mann am Fenster produziert und in Kiel und Umgebung gedreht.

## Rezeption

### Einschaltquoten
Die Erstausstrahlung von Macht der Angst am 16. September 2007 wurde in Deutschland insgesamt von 8,21 Millionen Zuschauern gesehen und erreichte einen Marktanteil von 24,6 Prozent für Das Erste.

### Kritik
Rainer Tittelbach von tittelbach.tv urteilt:

„‘Macht der Angst’ beginnt fulminant. […] Milberg gewohnt stark, der Paarlauf mit der Psychologin war [allerdings auch] schon besser und die Fälle setzen etwas zu unverhohlen auf die Instinkte des Zuschauers. Wirkungsästhetisch bedenklich!“

 Bei Stern.de stellt Kathrin Buchner fest: 

„Die Geschichte ist unterhaltsam, extrem spannend und so inszeniert, dass sie sogar auf der großen Kinoleinwand funktioniert. Kunstvoll und elegant, gar nicht konstruiert, werden auch noch zwei völlig unterschiedliche Fälle verknüpft. […] Zackig, knackig, dennoch - lange nicht so tiefgründig, ja quälend nachhaltig wie manch andere Tatort-Folge. Als Ausflug gelungen, auf Dauer keine Lösung.“

Holger Gertz von Kino.de meint: 

„Gelegentliche Schockeffekte und eine ungewöhnlich dichte Inszenierung sorgen dafür, dass ‚Macht der Angst‘ nicht einen Augenblick langweilt. Die Geschichte dreht sich letztlich immer stärker um Kinderschändung. […] Trotzdem wird das Thema nicht spekulativ ausgeschlachtet. Nicht nur aus diesem Grund gehören die Kieler Krimis regelmäßig zu den besten Tatort-Beiträgen.“

Die Kritiker der Fernsehzeitschrift TV Spielfilm beurteilen: 

„Gute Idee, guter Start, zerfahrenes Finale.“